# Tomosvaryella exilidens
Tomosvaryella exilidens är en tvåvingeart som beskrevs av Hardy 1943. Tomosvaryella exilidens ingår i släktet Tomosvaryella och familjen ögonflugor. Inga underarter finns listade i Catalogue of Life.